# 香川駅
香川駅（かがわえき）は、神奈川県茅ヶ崎市香川五丁目にある、東日本旅客鉄道（JR東日本）相模線の駅である。茅ヶ崎市北部の交通拠点となる駅である。

## 歴史
- 1921年（大正10年）9月28日：茅ケ崎 - 寒川間の開通時に相模鉄道の駅として開業[1]。
- 1944年（昭和19年）6月1日：国有化[1]により、運輸通信省（後の日本国有鉄道）相模線の駅となる。
- 1987年（昭和62年）4月1日：国鉄分割民営化により、JR東日本の駅となる[1]。
- 2001年（平成13年）11月18日：ICカード「Suica」供用開始。
- 2015年（平成27年）4月1日：西口駅前広場が供用開始。
- 2016年（平成28年）2月12日：みどりの窓口の営業を終了。

## 駅構造
単式ホーム1面1線を有する地上駅。
茅ケ崎駅管理の業務委託駅（JR東日本ステーションサービス委託）。自動券売機・多機能券売機・自動改札機・乗車駅証明書発行機が設置されている。また、お客さまサポートコールシステムが導入されており、一部の時間帯は遠隔対応のため改札係員は不在となる。

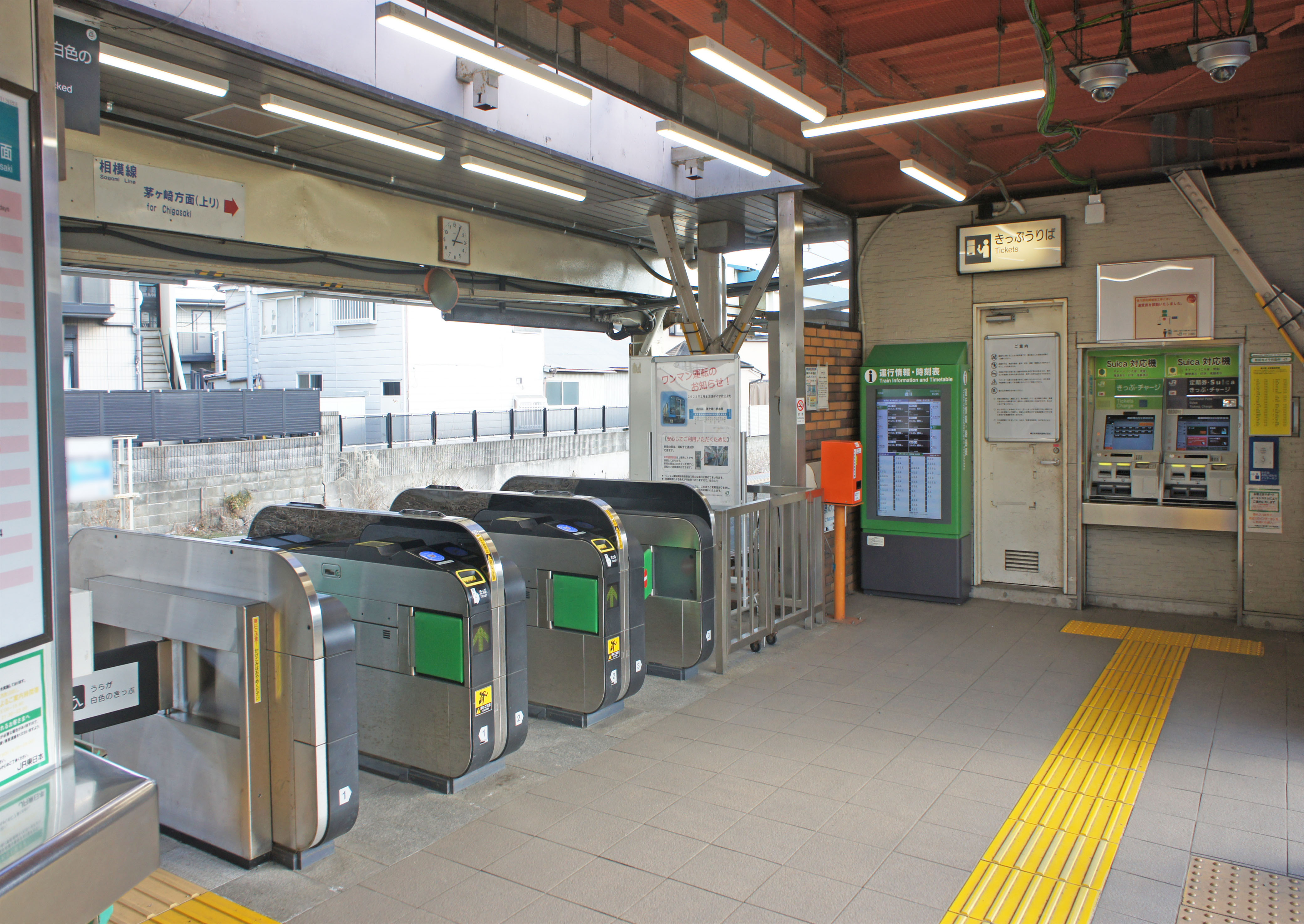
改札口（2022年2月）
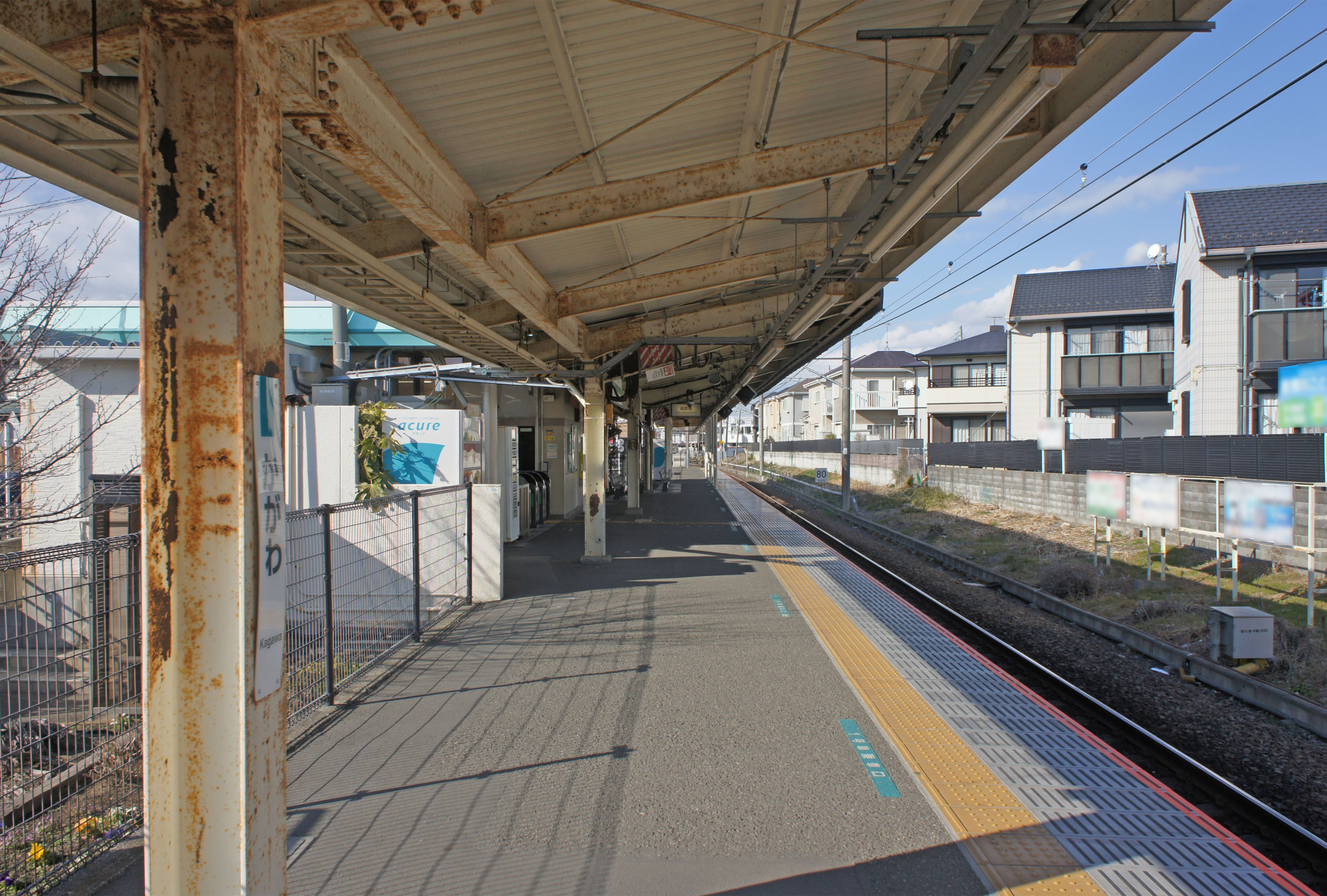
ホーム（2022年2月）

## 利用状況
2023年度（令和5年度）の1日平均乗車人員は5,611人である。
1995年度（平成7年度）以降の1日平均乗車人員の推移は下表の通りである。
| 年度               | 1日平均 乗車人員 | 出典     |
| ------------------ | ---------------- | -------- |
| 1995年（平成07年） | 4,011            | [ * 1 ]  |
| 1998年（平成10年） | 4,245            | [ * 2 ]  |
| 1999年（平成11年） | 4,143            | [ * 3 ]  |
| 2000年（平成12年） | 4,035            | [ * 3 ]  |
| 2001年（平成13年） | 3,939            | [ * 4 ]  |
| 2002年（平成14年） | 3,946            | [ * 5 ]  |
| 2003年（平成15年） | 3,992            | [ * 6 ]  |
| 2004年（平成16年） | 4,040            | [ * 7 ]  |
| 2005年（平成17年） | 4,140            | [ * 8 ]  |
| 2006年（平成18年） | 4,382            | [ * 9 ]  |
| 2007年（平成19年） | 4,586            | [ * 10 ] |
| 2008年（平成20年） | 4,754            | [ * 11 ] |
| 2009年（平成21年） | 4,737            | [ * 12 ] |
| 2010年（平成22年） | 4,781            | [ * 13 ] |
| 2011年（平成23年） | 4,795            | [ * 14 ] |
| 2012年（平成24年） | 4,937            | [ * 15 ] |
| 2013年（平成25年） | 5,077            | [ * 16 ] |
| 2014年（平成26年） | 4,900            | [ * 17 ] |
| 2015年（平成27年） | 5,080            | [ * 18 ] |
| 2016年（平成28年） | 5,222            | [ * 19 ] |
| 2017年（平成29年） | 5,354            |          |
| 2018年（平成30年） | 5,465            |          |
| 2019年（令和元年） | 5,709            |          |
| 2020年（令和02年） | 4,488            |          |
| 2021年（令和03年） | 4,854            |          |
| 2022年（令和04年） | 5,330            |          |
| 2023年（令和05年） | 5,611            |          |

## 駅周辺
駅周辺は基本的に住宅街である。文教大学湘南キャンパスや宇宙飛行士・野口聡一の出身校である茅ヶ崎北陵高校等の文教施設、神奈川県立茅ケ崎里山公園等の公園がある。駅前は個人商店を中心に商店街が形成され、「香川駅入口」バス停がある県道45号線沿道にはロードサイド店舗が多く出店している。
駅北方の相鉄いずみ野線延伸用に収得された駒寄川流域の土地は2000年代に宅地開発され、新たに「みずき地区」が誕生した。また、駅東方には東急電鉄2代目社長の五島昇による発案で造らた高級会員制ゴルフクラブの「スリーハンドレッドクラブ」がある。当ゴルフクラブは「大統領のゴルフ場」の異名を持つアメリカ合衆国の「バーニングツリー・ゴルフクラブ」に倣って造られ、会員資格は政経界の首脳級の人物に限られている。
また、茅ヶ崎市北部には歴史的な史跡や文化財が多くある。7世紀から9世紀前半頃の大型寺院「七堂伽藍（下寺尾廃寺）跡」と「高座郡衙」からなる国指定史跡「下寺尾官衙遺跡群」が代表的である。その他に、古代の日本武尊または寒川神社祭神の霊跡とも伝わる腰掛神社、中世においては鎌倉党の香川氏の拠点があり、近世においては江戸中期の名奉行として有名な大岡忠相の菩提寺である浄見寺や、市指定重要文化財の民俗資料館（旧三橋家）などがある。
この他、茅ヶ崎市内で唯一地酒を製造する酒蔵の熊澤酒造があり、レストランが併設されている。
公共施設
- 茅ヶ崎市役所香川駅前出張所

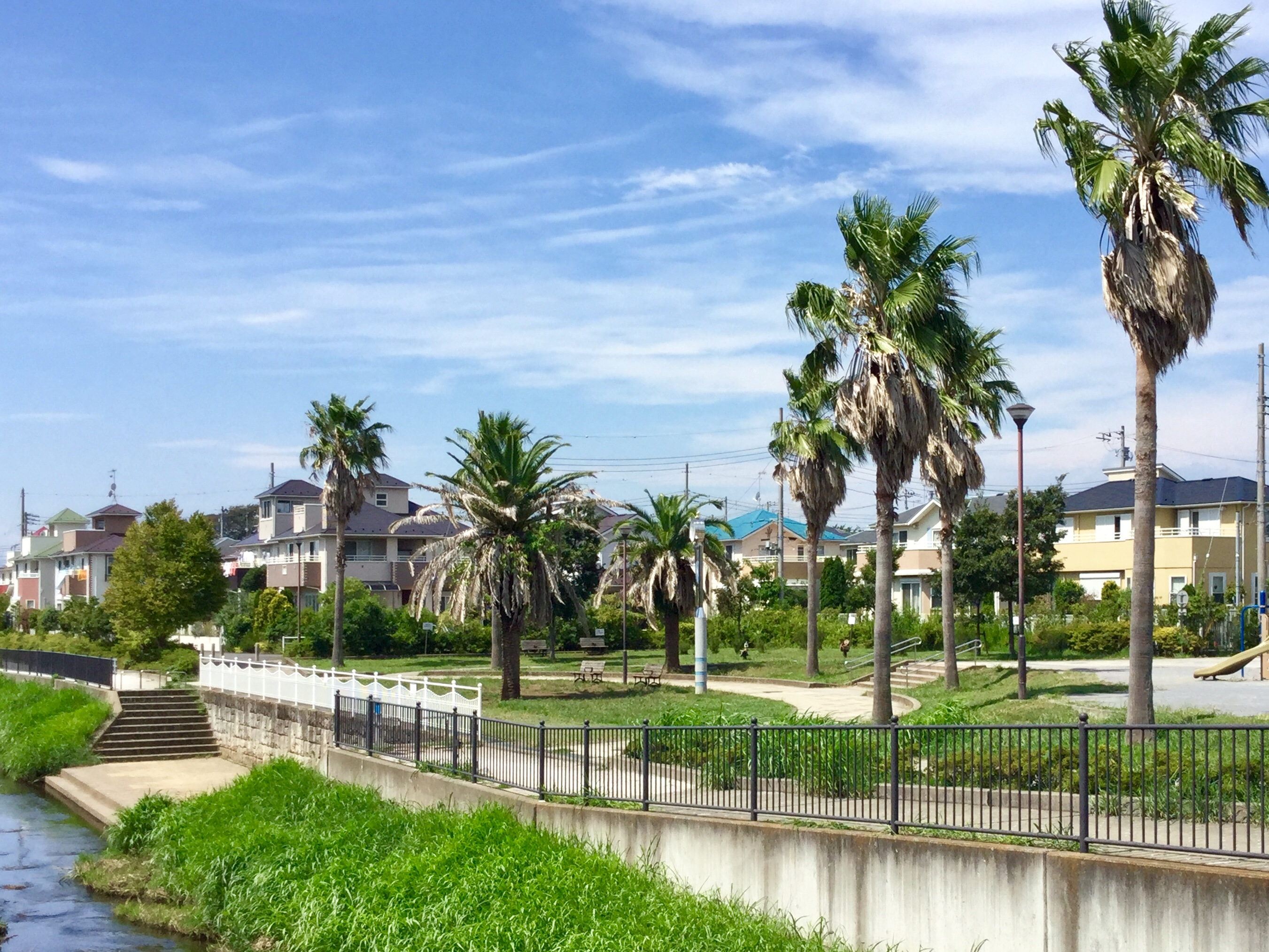
せせらぎ公園（みずき地区）
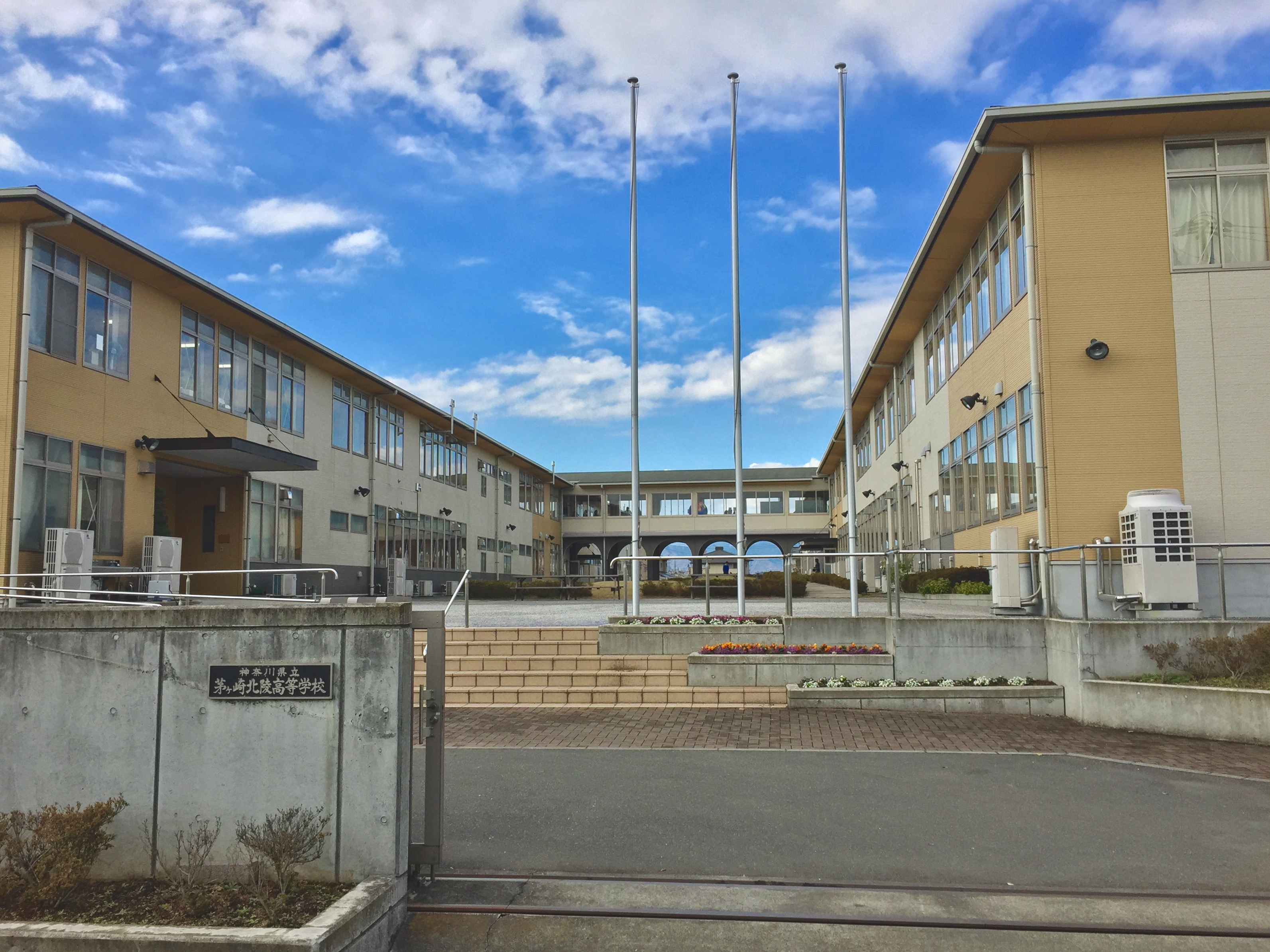
神奈川県立茅ケ崎里山公園
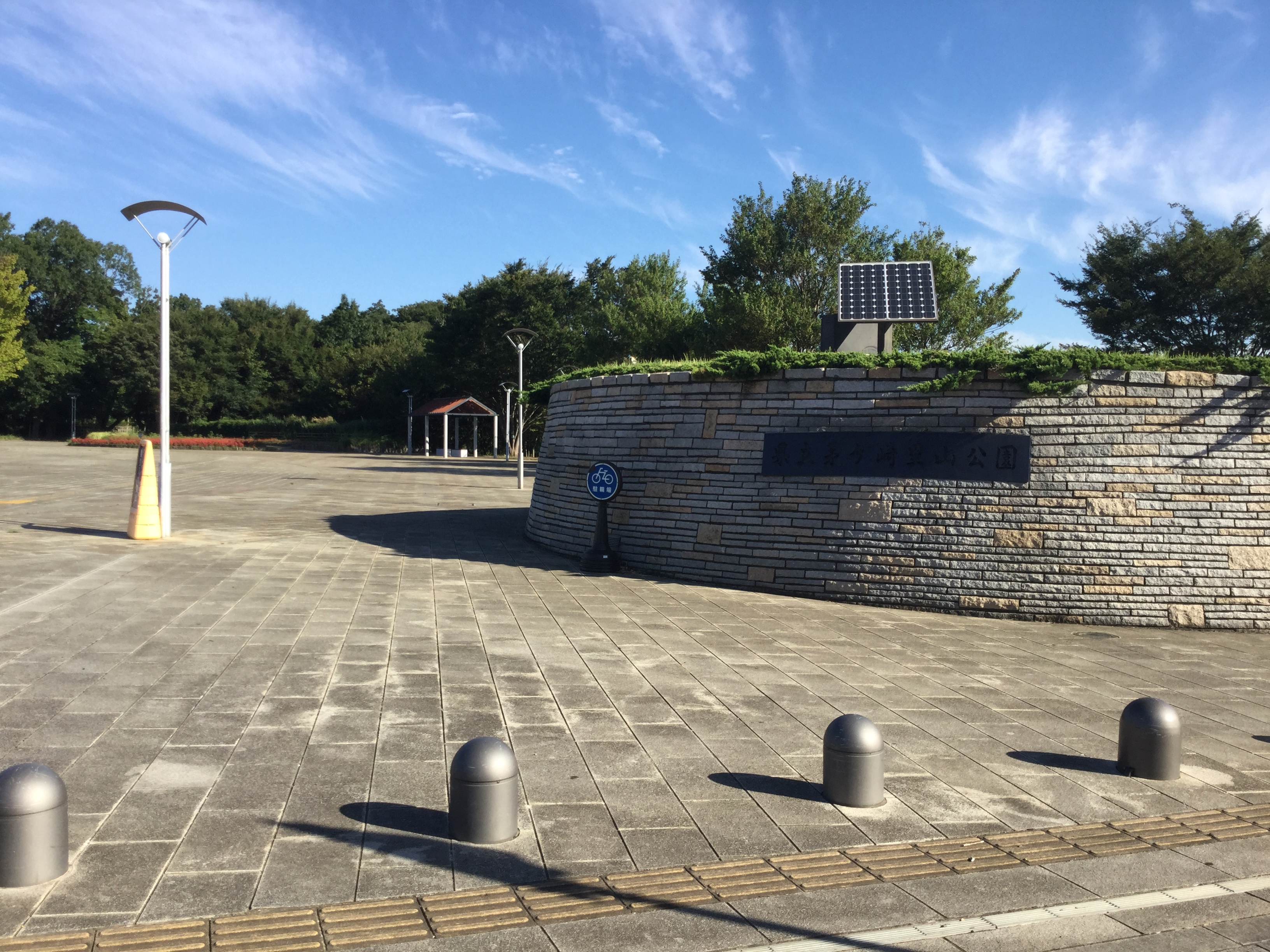
神奈川県立茅ケ崎里山公園

金融機関・郵便局
- 静岡中央銀行香川支店
- 茅ヶ崎香川郵便局

医療機関
- 茅ヶ崎新北陵病院
- 長岡病院

教育施設
- 神奈川県立茅ヶ崎北陵高等学校
- 文教大学湘南キャンパス
- 茅ヶ崎市立香川保育園

商業施設
- マルエツ香川駅前店
- フードマーケット マム湘南みずき店
- ブックオフ寒川大曲店
- クリエイトS・D茅ヶ崎みずき店
- ハックドラッグ寒川店

事業所
- アズビル湘南工場
- 熊澤酒造

神社・仏閣・教会
- 腰掛神社
- 諏訪神社
- 浄見寺
- 茅ヶ崎香川キリスト教会

史跡
- 下寺尾官衙遺跡群（国指定史跡）
- 十二天古墳群

- せせらぎ公園（みずき地区）
- 神奈川県立茅ヶ崎北陵高等学校
- 神奈川県立茅ケ崎里山公園

## バス路線

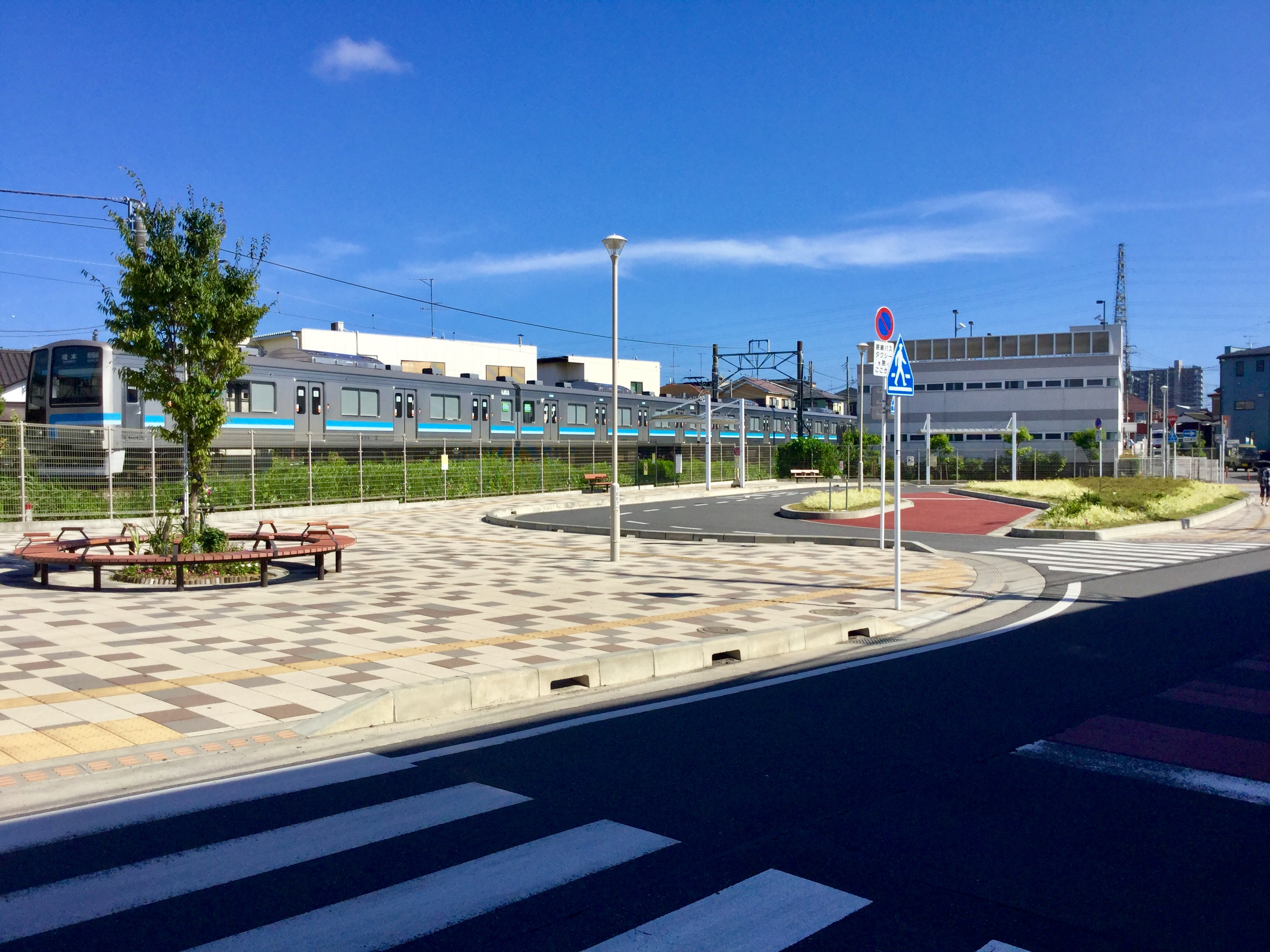
西口駅前広場

駅南側には2015年に西口駅前広場が設置され、茅ケ崎市のコミュニティバス「えぼし号」が発着する。また、一般のバス路線が発着する「香川駅入口」バス停は、駅西方の小出川を渡った先にある県道45号線沿道の寒川町大曲地区にある。
香川駅
茅ヶ崎市コミュニティバス「えぼし号」。 いずれも「市立病院」行。
- コ05：北部循環線
- コ06：芹沢台田線
- コ08：堤八王子原線
- コ14：小出循環線

香川駅入口
- 茅25：茅ケ崎駅行 / 寒川駅南口行
- 茅26：茅ケ崎駅行 / 文教大学行

## 隣の駅
東日本旅客鉄道（JR東日本）
■相模線
北茅ケ崎駅 - *円蔵駅 - *香川台駅 - 香川駅 - 寒川駅
*打消線は廃駅

### 記事本文
1. 1 2 3 4  石野哲 編『停車場変遷大事典 国鉄・JR編』 II（初版）、JTB、1998年10月1日、81頁。ISBN 978-4-533-02980-6。
2. ↑  事業エリアマップ - JR東日本ステーションサービス.2021年9月14日閲覧
3. 1 2 3  “駅の情報（香川駅）：JR東日本”.   東日本旅客鉄道. 2023年11月17日時点のオリジナルよりアーカイブ。2023年11月18日閲覧。
4. ↑  “茅ヶ崎市公式ホームページ　香川まちづくり基本計画”. 2018年8月17日閲覧。
5. ↑  JR東日本ステーションサービス事業エリア (PDF)
6. ↑  “東日本ユニオンNo.124号” (PDF). JR 東日本労働組合横浜地方本部. (2015年12月6日) 2016年3月13日閲覧。
7. ↑  統計 - 茅ヶ崎市
8. ↑  神奈川県県勢要覧
9. ↑  “茅ヶ崎市公式ホームページ みずき自治会”. 2018年8月17日閲覧。
10. ↑  “[https://gendai.media/articles/-/48037?page=2 週刊現代　総理はバンカーがお嫌い？
超名門ゴルフ場に流れる「ある噂」]”. 2019年2月28日閲覧。
11. ↑  “熊澤酒造”.   熊沢酒造. 2019年3月22日閲覧。
12. ↑  “香川駅前広場が完成　４月１日から供用開始” (2015年3月27日). 2018年8月17日閲覧。

### 利用状況
神奈川県県勢要覧
1. ↑  線区別駅別乗車人員（1日平均）の推移 (PDF)  - 19ページ
2. ↑  神奈川県県勢要覧（平成12年度）220ページ
3. 1 2  神奈川県県勢要覧（平成13年度） (PDF)  - 222ページ
4. ↑  神奈川県県勢要覧（平成14年度） (PDF)  - 220ページ
5. ↑  神奈川県県勢要覧（平成15年度） (PDF)  - 220ページ
6. ↑  神奈川県県勢要覧（平成16年度） (PDF)  - 220ページ
7. ↑  神奈川県県勢要覧（平成17年度） (PDF)  - 222ページ
8. ↑  神奈川県県勢要覧（平成18年度） (PDF)  - 222ページ
9. ↑  神奈川県県勢要覧（平成19年度） (PDF)  - 224ページ
10. ↑  神奈川県県勢要覧（平成20年度） (PDF)  - 228ページ
11. ↑  神奈川県県勢要覧（平成21年度） (PDF)  - 238ページ
12. ↑  神奈川県県勢要覧（平成22年度） (PDF)  - 236ページ
13. ↑  神奈川県県勢要覧（平成23年度） (PDF)  - 236ページ
14. ↑  神奈川県県勢要覧（平成24年度） (PDF)  - 232ページ
15. ↑  神奈川県県勢要覧（平成25年度） (PDF)  - 234ページ
16. ↑  神奈川県県勢要覧（平成26年度） (PDF)  - 236ページ
17. ↑  神奈川県県勢要覧（平成27年度） (PDF)  - 236ページ
18. ↑  神奈川県県勢要覧（平成28年度） (PDF)  - 244ページ
19. ↑  神奈川県県勢要覧（平成29年度） (PDF)  - 236ページ

JR東日本の2000年度以降の乗車人員
1. ↑  各駅の乗車人員（2000年度） - JR東日本
2. ↑  各駅の乗車人員（2001年度） - JR東日本
3. ↑  各駅の乗車人員（2002年度） - JR東日本
4. ↑  各駅の乗車人員（2003年度） - JR東日本
5. ↑  各駅の乗車人員（2004年度） - JR東日本
6. ↑  各駅の乗車人員（2005年度） - JR東日本
7. ↑  各駅の乗車人員（2006年度） - JR東日本
8. ↑  各駅の乗車人員（2007年度） - JR東日本
9. ↑  各駅の乗車人員（2008年度） - JR東日本
10. ↑  各駅の乗車人員（2009年度） - JR東日本
11. ↑  各駅の乗車人員（2010年度） - JR東日本
12. ↑  各駅の乗車人員（2011年度） - JR東日本
13. ↑  各駅の乗車人員（2012年度） - JR東日本
14. ↑  各駅の乗車人員（2013年度） - JR東日本
15. ↑  各駅の乗車人員（2014年度） - JR東日本
16. ↑  各駅の乗車人員（2015年度） - JR東日本
17. ↑  各駅の乗車人員（2016年度） - JR東日本
18. ↑  各駅の乗車人員（2017年度） - JR東日本
19. ↑  各駅の乗車人員（2018年度） - JR東日本
20. ↑  各駅の乗車人員（2019年度） - JR東日本
21. ↑  各駅の乗車人員（2020年度） - JR東日本
22. ↑  各駅の乗車人員（2021年度） - JR東日本
23. ↑  各駅の乗車人員（2022年度） - JR東日本
24. ↑  各駅の乗車人員（2023年度） - JR東日本